# Конко
Конко (італ. Conco, вен. Conco) — муніципалітет в Італії, у регіоні Венето, провінція Віченца.
Конко розташоване на відстані близько 440 км на північ від Рима, 70 км на північний захід від Венеції, 29 км на північ від Віченци.
Населення — 2174 особи (2014).
Щорічний фестиваль відбувається 25 квітня та 5 серпня. Покровитель — Святий Марко.

## Демографія
Населення за роками:

Станом на 31 грудня 2014 року в муніципалітеті офіційно проживали 73 іноземці з 16 країн, серед них 19 громадян країн Євросоюзу та 4 громадяни України.

## Сусідні муніципалітети
- Азіаго
- Лузіана
- Бассано-дель-Ґраппа
- Камполонго-суль-Брента
- Маростіка
- Вальстанья